# A tévedés áldozata
A tévedés áldozata (eredeti cím: The Wrong Man)  1956-ban bemutatott fekete-fehér bűnügyi thriller Alfred Hitchcock rendezésében. A realista stílusban forgatott film megtörtént eseten alapul, amit Hitchcock maga mond el a film felvezetésében. Ez az egyetlen olyan cameo jelenete, amiben megszólal és többet mutat magából, mint pillanatnyi megjelenést. A film a rendező két visszatérő témáját elemzi. Az egyik motívum, hogy ártatlan embert vádol meg a rendőrség és a tanúk felismerni vélik mint bűnöst, a másik motívum pedig, hogy feleségének elborul az elméje. A film dramaturgiájában a megvádolás és a letartóztatás hatására a főhős felesége érzi magát bűnösnek.

## Történet
1953. január 14., New York
Amikor Christopher Emanuel Balestrero (becenevén Manny), a New York-i Stork Club dzsessz-zenész bőgőse hajnalban hazaérkezik a munkából, a feleségét ébren találja. Rose fogfájástól szenved, és aggódik, hogy miből fizetik majd ki a fogorvost. Mind a négy bölcsességfogának kezelése 300 dollárba kerül, és Manny mindössze heti 85 dollárt keres. Manny másnap felkeresi felesége biztosítóját, hogy kölcsönt vegyen fel. Ám ott a várt segítség helyett a rendőrséget hívják, mert Mannyben vélik felismerni azt a férfit, aki többször is fegyveres rablótámadást intézett a cég ellen. Mannyt letartóztatják. Íráspróbát végeztetnek vele, aminek során nyomtatott betűkkel azt a szöveget kell leírnia, mint amit a rabló használt. Manny idegességében ugyanazt a nyelvtani hibát véti, mint a rabló, ezért aznap este fogva tartják, másnap átszállítják egy börtönbe hét másik gyanúsítottal együtt. 7500 dollár óvadék ellenében szabadon engedik (ezt rokonai biztosítják). A férfi az első rablás napján vidéken nyaralt a családjával, de képtelen bizonyítani ártatlanságát, mert a három akkori kártyapartnere közül ketten meghaltak, a harmadikat pedig nem találják meg, így nincsenek olyan személyek, akik alibit tudnának neki bizonyítani. Rose ekkor kezd furcsán viselkedni, összeroppan a lelki teher alatt. Saját magát vádolja a helyzet miatt, mert az ő fogfájása miatt lett volna szükség a kölcsönre. Hiába az ügyvédi segítség, Manny egyre képtelenebb helyzetbe keveredik. A tárgyalást meg kell ismételni, Rose eközben mély depresszióba süllyed, emiatt elmegyógyintézetbe kerül. Azonban időközben egy újabb rablási kísérlet történik, és rendőrkézre kerül egy Mannyhez hasonló férfi, akit tetten értek a fegyveres rablás során.
Rose két év múlva kigyógyul a depressziójából, és a család a két fiúval Miamiba költözik.

## Szereposztás
| Szerep                                  | Színész          | Magyar hangja (1. szinkron, 1982) | Magyar hangja (2. szinkron, 1999) |
| --------------------------------------- | ---------------- | --------------------------------- | --------------------------------- |
| Narrátor                                | Alfred Hitchcock | Képessy József                    | Horkai János                      |
| Emmanuel Christopher „Manny” Balestrero | Henry Fonda      | Pathó István                      | Mécs Károly                       |
| Rose Balestrero, Manny felesége         | Vera Miles       | Némedi Mari                       | Fehér Anna                        |
| Frank O’Connor ügyvéd                   | Anthony Quayle   | Csernák János                     | Kovács István                     |
| Bowers nyomozó                          | Harold J. Stone  | Vajda László                      | Orosz István                      |
| Tomasini                                | John Heldabrand  | Versényi László                   | Barbinek Péter                    |
| Manny anyja                             | Esther Minciotti | Feleki Sári                       | Czigány Judit                     |
| Gene Conforti                           | Nehemiah Persoff | Koroknay Géza                     | Balázsi Gyula                     |
| Daniel, a bűnös ember                   | Richard Robbins  | Trokán Péter                      | Csík Csaba Krisztián              |
| Groat bíró                              | Dayton Lummis    | Láng József                       | Kardos Gábor                      |

## Megjelenése
A film DVD-n 2004. szeptember 7-én jelent meg.

## Fogadtatás
A filmkritikusok véleményét összegző Rotten Tomatoes 89%-ra értékelte 18 vélemény alapján.

## A film készítése
A börtönben játszódó jeleneteket egy valódi börtönben vették fel (Queens-i városi börtön, New York). Amikor Mannyt (Henry Fonda) első ízben vitték a cellájába, az egyik valódi elítélt odakiáltott neki: „Téged miért hoztak be, Henry?”
Ez volt az utolsó film, amit Hitchcock a Warner Bros.-nak készített, hogy teljesítse a szerződését. A film elkészülte után visszatért a Paramount Pictures-höz.

## Forgatási helyszínek
- 5th Avenue földalatti állomás, New York City, New York állam, USA
- City Prison, 1 Court Square, Queens, New York City, New York, USA
- Edelweiss Park, Cornwall, New York, USA
- Edison Studio, New York City, New York, USA – belső felvételek
- Jackson Heights, Queens, New York City, New York, USA
- Manhattan, New York City, New York, USA
- Sanatorium, Greemont, New York, USA
- Stork Club, 3East 53rd Street, New York City, New York, USA
- Victor Moore Arcade, Jackson Heights, Queens, New York City, New York, USA – biztosító (az épületet 2002-ben lerombolták)
- Warner Brothers Studios – 5800 Sunset Blvd., Hollywood, Los Angeles, Kalifornia, USA – belső felvételek